# 1860 год
1860 (ты́сяча восемьсо́т шестидеся́тый) год  по григорианскому календарю — високосный год, начинающийся в воскресенье. Это 1860 год нашей эры, 10‑й год 6‑го десятилетия XIX века 2‑го тысячелетия, 1‑й год 1860‑х годов. Он закончился 165 лет назад.
| Пн | Вт | Ср | Чт | Пт | Сб | Вс |
|    |    |    |    |    |    | 1  |
| 2  | 3  | 4  | 5  | 6  | 7  | 8  |
| 9  | 10 | 11 | 12 | 13 | 14 | 15 |
| 16 | 17 | 18 | 19 | 20 | 21 | 22 |
| 23 | 24 | 25 | 26 | 27 | 28 | 29 |
| 30 | 31 |    |    |    |    |    |

| Пн | Вт | Ср | Чт | Пт | Сб | Вс |
|    |    | 1  | 2  | 3  | 4  | 5  |
| 6  | 7  | 8  | 9  | 10 | 11 | 12 |
| 13 | 14 | 15 | 16 | 17 | 18 | 19 |
| 20 | 21 | 22 | 23 | 24 | 25 | 26 |
| 27 | 28 | 29 |    |    |    |    |

| Пн | Вт | Ср | Чт | Пт | Сб | Вс |
|    |    |    | 1  | 2  | 3  | 4  |
| 5  | 6  | 7  | 8  | 9  | 10 | 11 |
| 12 | 13 | 14 | 15 | 16 | 17 | 18 |
| 19 | 20 | 21 | 22 | 23 | 24 | 25 |
| 26 | 27 | 28 | 29 | 30 | 31 |    |

| Пн | Вт | Ср | Чт | Пт | Сб | Вс |
|    |    |    |    |    |    | 1  |
| 2  | 3  | 4  | 5  | 6  | 7  | 8  |
| 9  | 10 | 11 | 12 | 13 | 14 | 15 |
| 16 | 17 | 18 | 19 | 20 | 21 | 22 |
| 23 | 24 | 25 | 26 | 27 | 28 | 29 |
| 30 |    |    |    |    |    |    |

| Пн | Вт | Ср | Чт | Пт | Сб | Вс |
|    | 1  | 2  | 3  | 4  | 5  | 6  |
| 7  | 8  | 9  | 10 | 11 | 12 | 13 |
| 14 | 15 | 16 | 17 | 18 | 19 | 20 |
| 21 | 22 | 23 | 24 | 25 | 26 | 27 |
| 28 | 29 | 30 | 31 |    |    |    |

| Пн | Вт | Ср | Чт | Пт | Сб | Вс |
|    |    |    |    | 1  | 2  | 3  |
| 4  | 5  | 6  | 7  | 8  | 9  | 10 |
| 11 | 12 | 13 | 14 | 15 | 16 | 17 |
| 18 | 19 | 20 | 21 | 22 | 23 | 24 |
| 25 | 26 | 27 | 28 | 29 | 30 |    |

| Пн | Вт | Ср | Чт | Пт | Сб | Вс |
|    |    |    |    |    |    | 1  |
| 2  | 3  | 4  | 5  | 6  | 7  | 8  |
| 9  | 10 | 11 | 12 | 13 | 14 | 15 |
| 16 | 17 | 18 | 19 | 20 | 21 | 22 |
| 23 | 24 | 25 | 26 | 27 | 28 | 29 |
| 30 | 31 |    |    |    |    |    |

| Пн | Вт | Ср | Чт | Пт | Сб | Вс |
|    |    | 1  | 2  | 3  | 4  | 5  |
| 6  | 7  | 8  | 9  | 10 | 11 | 12 |
| 13 | 14 | 15 | 16 | 17 | 18 | 19 |
| 20 | 21 | 22 | 23 | 24 | 25 | 26 |
| 27 | 28 | 29 | 30 | 31 |    |    |

| Пн | Вт | Ср | Чт | Пт | Сб | Вс |
|    |    |    |    |    | 1  | 2  |
| 3  | 4  | 5  | 6  | 7  | 8  | 9  |
| 10 | 11 | 12 | 13 | 14 | 15 | 16 |
| 17 | 18 | 19 | 20 | 21 | 22 | 23 |
| 24 | 25 | 26 | 27 | 28 | 29 | 30 |

| Пн | Вт | Ср | Чт | Пт | Сб | Вс |
| 1  | 2  | 3  | 4  | 5  | 6  | 7  |
| 8  | 9  | 10 | 11 | 12 | 13 | 14 |
| 15 | 16 | 17 | 18 | 19 | 20 | 21 |
| 22 | 23 | 24 | 25 | 26 | 27 | 28 |
| 29 | 30 | 31 |    |    |    |    |

| Пн | Вт | Ср | Чт | Пт | Сб | Вс |
|    |    |    | 1  | 2  | 3  | 4  |
| 5  | 6  | 7  | 8  | 9  | 10 | 11 |
| 12 | 13 | 14 | 15 | 16 | 17 | 18 |
| 19 | 20 | 21 | 22 | 23 | 24 | 25 |
| 26 | 27 | 28 | 29 | 30 |    |    |

| Пн | Вт | Ср | Чт | Пт | Сб | Вс |
|    |    |    |    |    | 1  | 2  |
| 3  | 4  | 5  | 6  | 7  | 8  | 9  |
| 10 | 11 | 12 | 13 | 14 | 15 | 16 |
| 17 | 18 | 19 | 20 | 21 | 22 | 23 |
| 24 | 25 | 26 | 27 | 28 | 29 | 30 |
| 31 |    |    |    |    |    |    |

## События
- 22 января — французский путешественник Анри Муо обнаружил в джунглях Камбоджи гигантский храмовый комплекс Ангкор Ват.
- 26 февраля — резня[англ.] близ Рио-Делл; европейские колонисты зверски убили до 250 индейцев из племени вийот, в основном женщин и детей[1][2].
- 24 марта — присоединение к Франции Савойи и Ниццы.
- 3—13 апреля — первый рейс почтовой линии Пони-Экспресс.
- 9 апреля — французский изобретатель Эдуард-Леон Скотт де Мартинвилл сделал первую аудиозапись, которая хранится в парижском архиве: 10-секундная запись, на которой сам изобретатель напевает фрагмент из народной французской песни «Au clair de la lune». Интересно, что при первых воспроизведениях исследователи приписали исполнение неизвестной певице или подростку, но дальнейшие исследования 2009 года позволили установить, что скорость воспроизведения была завышена, и это фактически голос самого Скотта, поющего очень медленно[3][4].
- 30 мая — со стапелей Нового Адмиралтейства в Санкт-Петербурге спущен на воду 111-пушечный корабль «Император Николай I»[5].
- 2 июля — основан город и военный порт Владивосток.
- 5 августа — экспедиция Уильяма Уокера захватывает порт Трухильо в Гондурасе[6].
- 18 августа — паровой клипер «Пластун» Российского императорского флота после взрыва порохового погреба затонул в течение двух минут; погибли 75 членов экипажа, выжили лишь 35[7].
- 21 августа — взятие фортов Дагу англо-французской коалицией, коалиция угрожает Пекину.
- 30 августа — в Петровском сквере Воронежа торжественно открыт памятник Петру I[8].
- 12 сентября — в гондурасском порту Трухильо расстрелян Уильям Уокер[6].
- 20 октября — в Австрийской империи издан Октябрьский диплом, расширивший права местных ландтагов[9].
- 21 сентября — сражение при Балицяо, интервенты двинулись к Пекину.
- 5 октября — взятие интервентами Пекина.
- 25 октября — Пекинский договор. Британия получила новые территории в районе Гонконга. Контрибуция, наложенная на Китай, увеличилась почти втрое по сравнению с соглашением 1858 года и составила 618 тонн серебра. Разрешение христианским миссионерам покупать землю и строить церкви. Окончание Второй Опиумной войны. К Великобритании перешла южная часть Цзюлунского полуострова.
- 14 ноября — Пекинский договор России с Китаем. Включение в состав России Приморья.
- 6 ноября — Авраам Линкольн избран 16-м президентом США.
- 29 декабря — спущен со стапелей «Уорриор» — первый британский броненосец.

### Без точных дат
- На территории Великого княжества Финляндского была введена собственная валюта — марка.
- Происходит объединение Сардинского королевства с Ломбардией, Тосканой, Романьей, Пармой и Моденой, в которых прошло всенародное голосование. Высадка Джузеппе Гарибальди в Сицилии и объединение с Сардинией Королевства обеих Сицилий.
- Май — август — так называемый «Восточный поход» тайпинов. Захват ими всего южного Цзянсу.
- Осень — Второй Западный поход тайпинов, который закончился неудачей.
- Объединённая англо-французская армия вновь развернула военные операции на Ляодунском полуострове и в северном Китае, захватила Тяньцзинь. В решающем сражении, в конце сентября, под Пекином англо-французская артиллерия разгромила маньчжуро-монгольскую конницу. Путь на Пекин был открыт. Неподготовленные к войне китайские войска были полностью разбиты.
- Во Франции основан Всемирный еврейский союз[10], чтобы «защищать права евреев в странах, гражданами которых они являются».
- В Тюмени начала работу крупнейшая фабрика переработки сибирской пушнины[11].

## Родились
См. также: Категория:Родившиеся в 1860 году

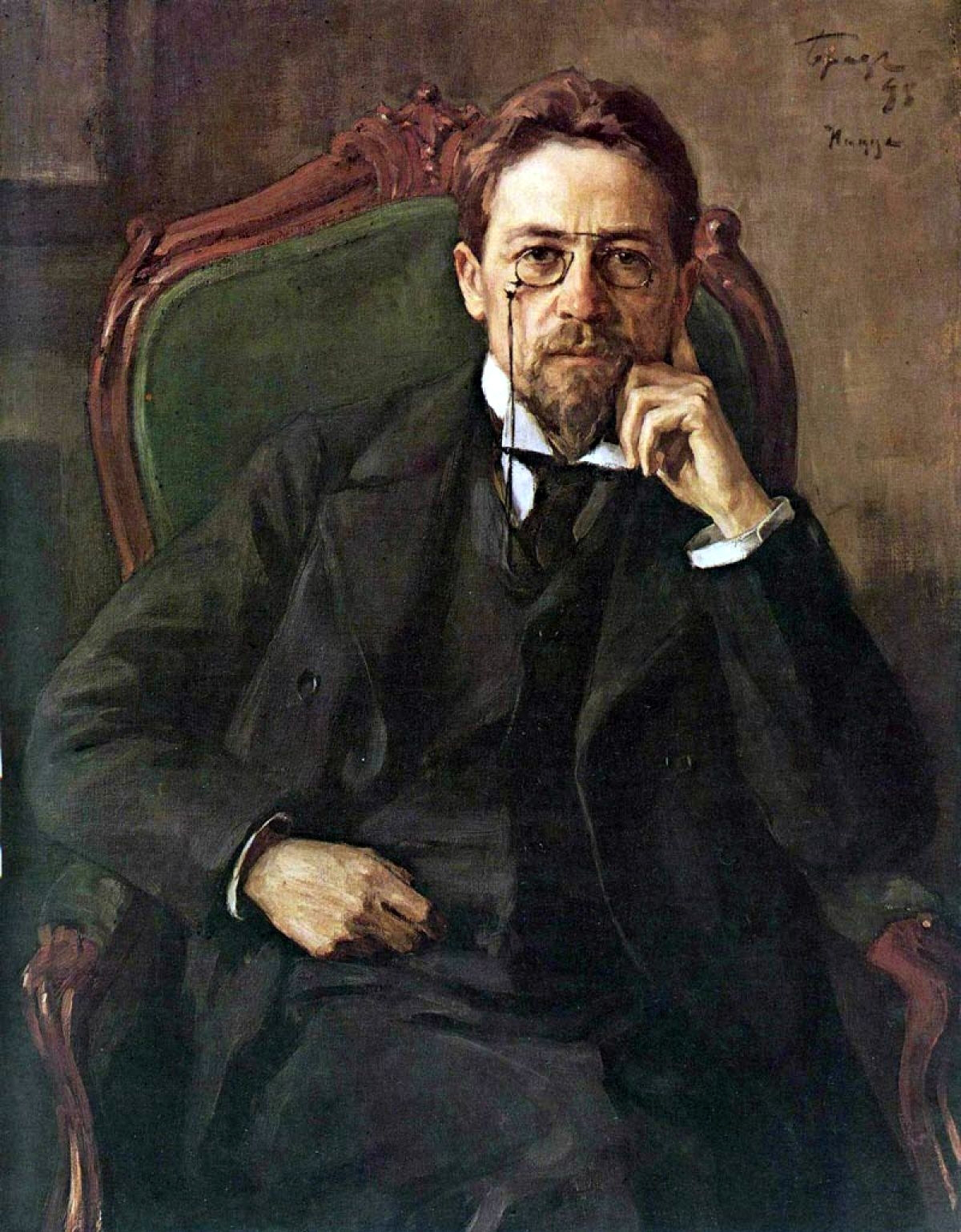
Чехов

- 29 января — Антон Павлович Чехов, русский писатель и драматург (ум. 1904).
- 29 февраля — Герман Холлерит, американский инженер и изобретатель, основатель IBM, создатель табулятора (ум. 1929).
- 7 марта — Рене Думик, французский театрал, литературовед, критик (ум. 1937).
- 15 марта — Владимир Хавкин, русский и французский бактериолог, иммунолог и эпидемиолог, создатель первых вакцин против чумы и холеры (ум. в 1930).
- 31 марта — Родни Джипси Смит, популярный британский проповедник-евангелист, (ум.1947).
- 2 мая — Теодор Герцль, основоположник идеологии сионизма (ум. 1904).
- 9 мая — Грегорио Аглипай, филиппинский политик и церковный реформатор, основатель и глава Независимой Филиппинской церкви и лидер Республиканской партии Филиппин (ум. 1940).
- 16 мая — Иван Михайлович Гревс, русский историк (ум. 1941).
- 29 мая — Исаак Альбенис, испанский композитор (ум. 1909).
- 7 июля — Густав Малер, австрийский дирижёр и композитор (ум. 1911).
- 14 июля — Василий Львович Величко, русский писатель, поэт, публицист (ум. 1904).
- 5 августа — Луис Уэйн, английский художник, известный своими многочисленными антропоморфными изображениями котов, кошек и котят с огромными глазами.
- 10 августа — Сергей Дмитриевич Сазонов, российский государственный деятель, министр иностранных дел Российской империи (1910—1916).
- 30 августа — Исаак Ильич Левитан, российский художник (ум. 1900).
- 16 сентября — Елена Александровна Зеланд-Дубельт, русская писательница (ум. после 1937).
- 12 декабря — Ян Каспрович, польский поэт, драматург, литературный критик, переводчик (ум. 1926).
- 27 декабря — Карел Крамарж, чешский политический деятель (ум. 1937).
- 30 декабря — Йонас Яблонскис, литовский языковед, «отец» литовского литературного языка (ум. 1930).

## Скончались
См. также: Категория:Умершие в 1860 году
- 27 января — Янош Бойяи, венгерский математик (род. 1802).
- 6 марта — Пеладжио Паладжи, итальянский скульптор, архитектор, живописец (род. 1775).
- 3 апреля — Адам Бенедикт Йохер, польский библиограф и филолог (род. 1791).
- 19 апреля — Кароль Подчашинский, литовский архитектор (род. 1790).
- 28 апреля — Исаак да Коста, нидерландский богослов, писатель и поэт[12] (род. 1798).
- 23 мая — Уффо Даниэль Хорн, чешский поэт, прозаик и публицист (род. 1817).
- 18 июня — Фридрих Вильгельм фон Бисмарк, вюртембергский генерал и дипломат, а также военный писатель (род. 1783).
- 24 июня — Жером Бонапарт, младший брат Наполеона I Бонапарта (род. 1784).
- 11 сентября — Фридрих Людвиг фон Келлер, швейцарский юрист и педагог; профессор университетов Цюриха, Галле и Берлина.
- 21 сентября — Артур Шопенгауэр, немецкий философ-иррационалист.
- 23 сентября — Алексей Степанович Хомяков, философ, поэт, публицист, один из основателей движения славянофилов.
- 14 декабря — Джордж Гамильтон-Гордон, 4-й граф Абердин, английский политический деятель, премьер-министр Великобритании в 1852—1855 годах, один из инициаторов Крымской войны (род. 1784).
- 19 декабря — Константин Сергеевич Аксаков, русский публицист, поэт, литературный критик, историк и лингвист, глава русских славянофилов и идеолог славянофильства (род. 1817).